# Vydrica
Die Vydrica (deutsch Weidritz / Wödritz, selten auch Bystrica bzw. Bistritz[a], ungarisch Vödric) ist ein 17 Kilometer langer Bach im Südwesten der Slowakei, dessen Einzugsgebiet sich über 32 km² erstreckt. Der Bach ist ein direkter Zufluss der Donau.
Sie entspringt in zwei Quellen in den Kleinen Karpaten nahe Biely kríž  (dt. 'Weißes Kreuz') auf einer Höhe von rund 505 m und durchfließt den Bratislavský lesný park (Preßburger Gebirgspark). Die Mündung in die Donau befindet sich in Karlova Ves (Karlsdorf), einem Stadtteil von Bratislava (Preßburg), zwischen dem Botanischen Garten und der Lafranconi-Autobahnbrücke. Von der Erholungsstätte Železná studnička (deutsch Eisenbrünnl) bis zur Mündung fließt die Vydrica im Tal Mlynská dolina (deutsch Mühltal). Ein Teil des Bachlaufs steht im Rahmen von Natura 2000 unter Naturschutz.
Der Fluss wurde zum ersten Mal in historischen Quellen 1244 als Widricha schriftlich erwähnt. 1288 erscheint in einer Donationsurkunde die Wendung inter duos fluuios Wydriche und der Flussname Nog Wyzdrice.
Vom Namen des Flusses leitet sich auch der Name einer ehemaligen Siedlung am Donauufer unterhalb der Burg Bratislava ab.
Historisch bedeutsam sind die neun Mühlen sowie vier Teiche am Bach (Näheres siehe den Artikel Mlynská dolina).